# Ursicino (vescovo di Torino)
Ursicino di Torino (529 – Torino, 20 ottobre 609) è stato vescovo di Torino dal 562 alla sua morte.

## Biografia
Scavi condotti nel 1843 nei pressi del duomo di Torino hanno portato alla scoperta della tomba del vescovo Ursicino e del suo epitaffio, che recita:
(Savio, Gli antichi vescovi d'Italia. Il Piemonte, p. 298.)
In base ai dati cronologici contenuti in questo epitaffio, e se la tredicesima indizione corrisponde al 609, come comunemente accettato dagli storici, il vescovo Ursicino nacque nel 529, divenne vescovo nel 562, e morì a 80 anni, dopo 47 anni di episcopato, il 20 ottobre 609.
Ursicino visse in un'epoca difficile, quando l'Italia del nord venne conquistata dai Longobardi, che ben presto entrarono in conflitto con i Franchi, che a loro volta avevano occupato la Moriana e la val di Susa. Contestualmente i re franchi avevano favorito la creazione della diocesi della Moriana, con territorio sottratto alla diocesi di Torino; la nuova diocesi è documentata per la prima volta con il vescovo Iconio, presente al concilio di Mâcon nel 581.
Fu questo contesto politico e religioso che spinse Ursicino a scrivere a papa Gregorio Magno, per lamentarsi della difficile situazione in cui versava la sua diocesi e la perdita di una parte del territorio sottomesso alla sua giurisdizione episcopale. Tutto questo si evince da due lettere che il papa indirizzò nel luglio 599 a Siagrio, vescovo di Autun, e ai re franchi Teodorico II e Teodeberto II. Nella prima lettera papa Gregorio invitava Siagrio ad intervenire, con i suoi colleghi della Gallia, in favore di Ursicino presso i due re, ai quali il pontefice chiedeva espressamente la restituzione delle parrocchie sottratte al vescovo torinese.

Il vescovo torinese Ursicino viene identificato con l'omonimo personaggio, indicato senza alcun altro titolo in una lettera di papa Gregorio di luglio 594; questo Ursicino sarebbe l'autore di una lettera scritta a Costanzo di Milano contro un altro vescovo, Giovanni, identificato con il metropolita di Ravenna.

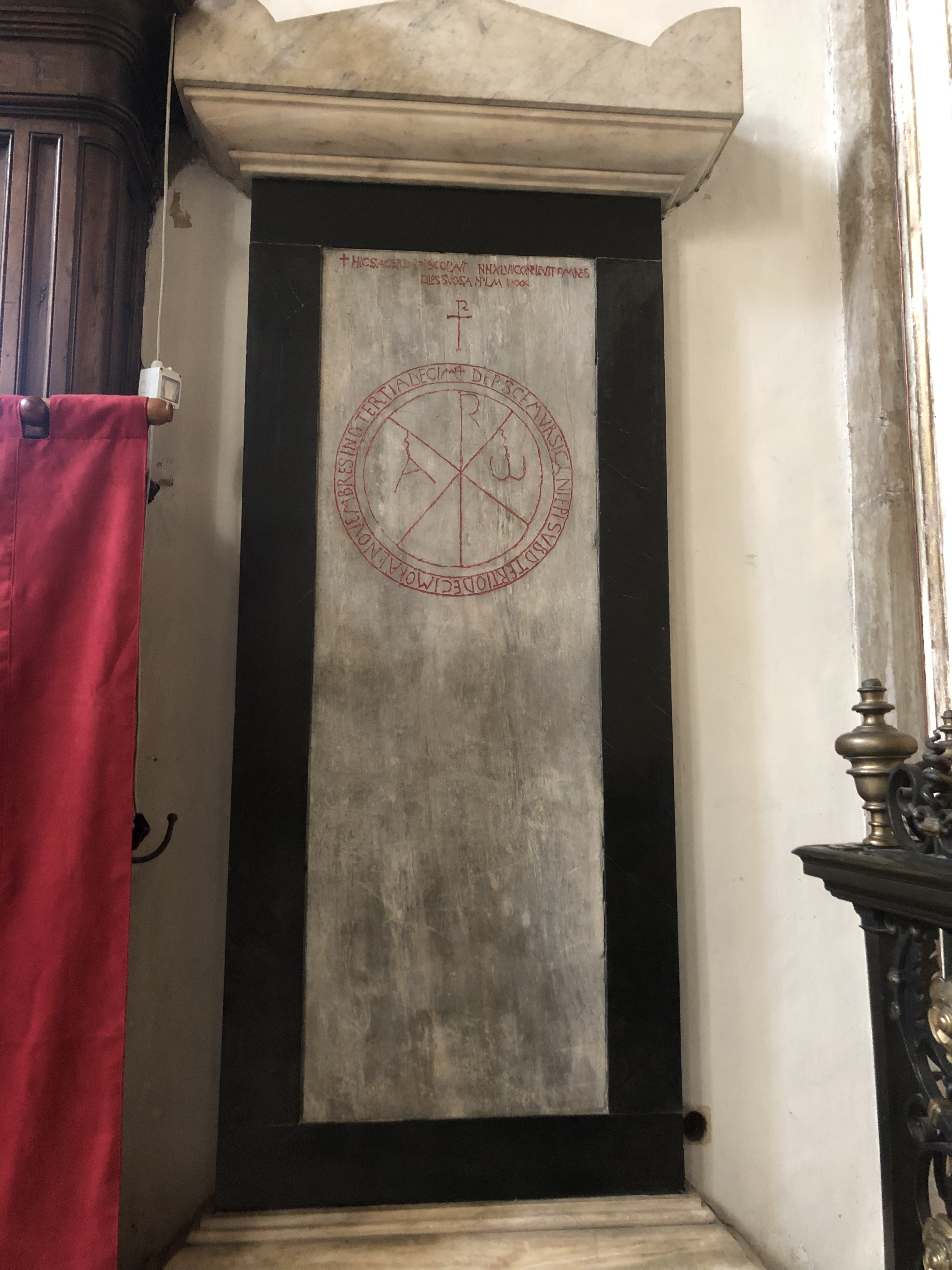
Lastra sepolcrale nel Duomo di Torino

Non esistono altre informazioni storiche su questo vescovo. Non sono noti altri vescovi di Torino per diversi decenni fino a Rustico, documentato nel 680.